# Kansai universitet
Kansai universitet, (関西大学 Kansai Daigaku) ofta förkortat Kandai (関大) är ett av Osakas och Japans främsta privata universitet.
Universitetets huvudkampus är Senriyama i staden Suita, det finns även två campus i Takatsuki, ett i Sakai och ett i Umeda i centrala Osaka. Dessutom finns ett campus i Tokyo. Totalt har universitetet tio fakulteter med totalt omkring 30 500 studenter och 740 anställda.

## Historia
Skolan grundades i november 1886 som juridisk fakultet och fick universitetsstatus 1905. Först 1922 erhöll högskolan rätt att utfärda examina och promoverade doktorer. Dess centrala verksamhet flyttade under 1920-talet från Osaka innerstad till Suita.

## Partneruniversitet
Kansai universitet samarbetar med 200 partneruniversitet i mer än 40 länder.

### Fotnoter
1. ↑  ”Statistics of Student Enrollment/Faculty and Staff”. Kansai Universitet. 1 mars 2019. Arkiverad från originalet den 5 december 2019. https://web.archive.org/web/20191205162454/http://www.kansai-u.ac.jp/English/about_ku/enrollment.html. Läst 8 september 2019.
2. ↑  ”History of Kansai University” (på engelska). Kansai universitet. Arkiverad från originalet den 23 augusti 2016. https://web.archive.org/web/20160823104854/http://www.kansai-u.ac.jp/English/about_ku/history.html. Läst 18 september 2016.
3. ↑  ”Partner Universities (November 22,2016)” (på engelska). Kansai universitet. Arkiverad från originalet den 10 september 2016. https://web.archive.org/web/20160910171854/http://www.kansai-u.ac.jp/Kokusai/department/agreement.html. Läst 18 september 2016.